# Eudorella emarginata
Eudorella emarginata är en kräftdjursart som först beskrevs av Henrik Nikolai Krøyer 1846.  Eudorella emarginata ingår i släktet Eudorella och familjen Leuconidae. Arten är reproducerande i Sverige. Inga underarter finns listade i Catalogue of Life.

## Bildgalleri

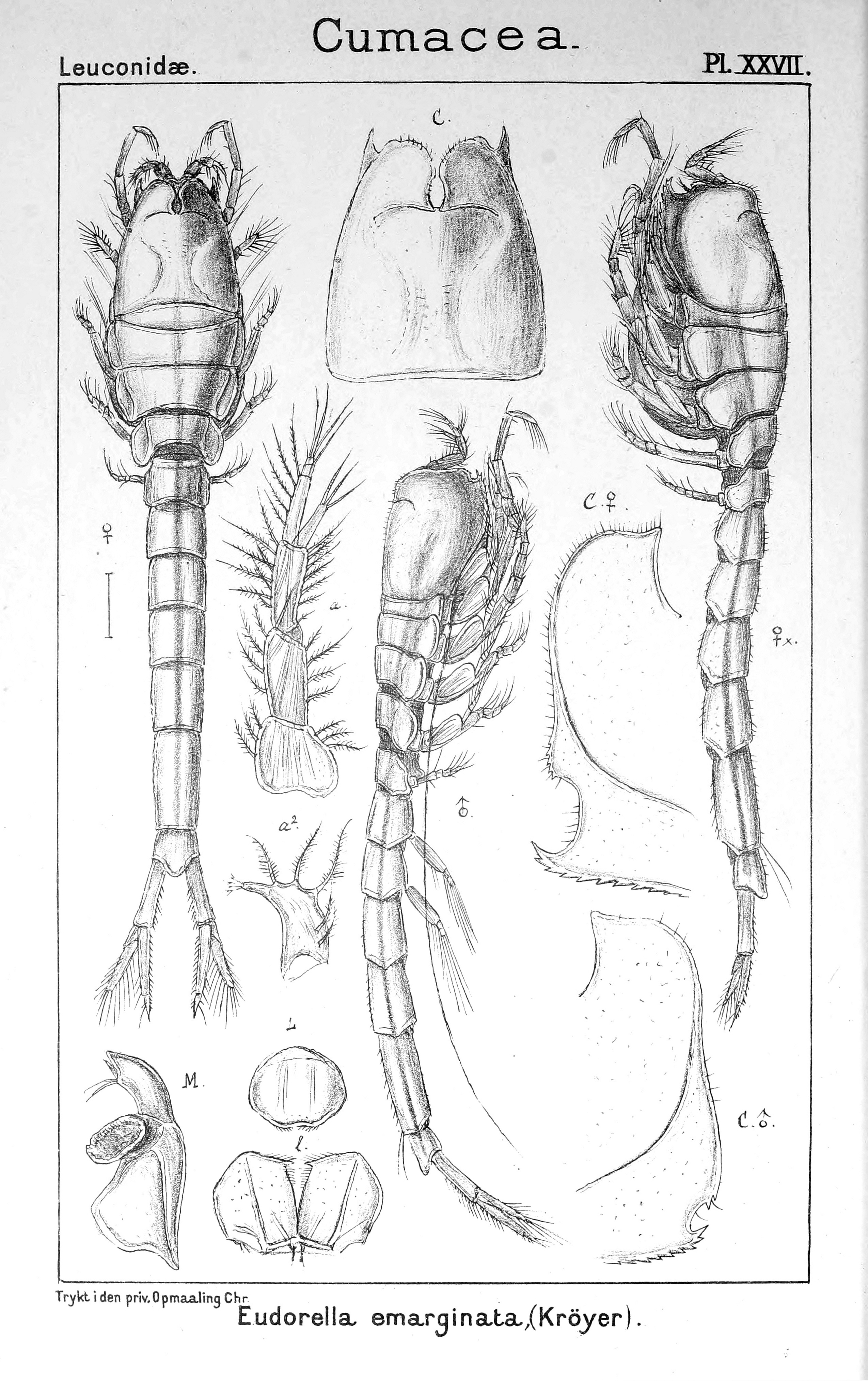
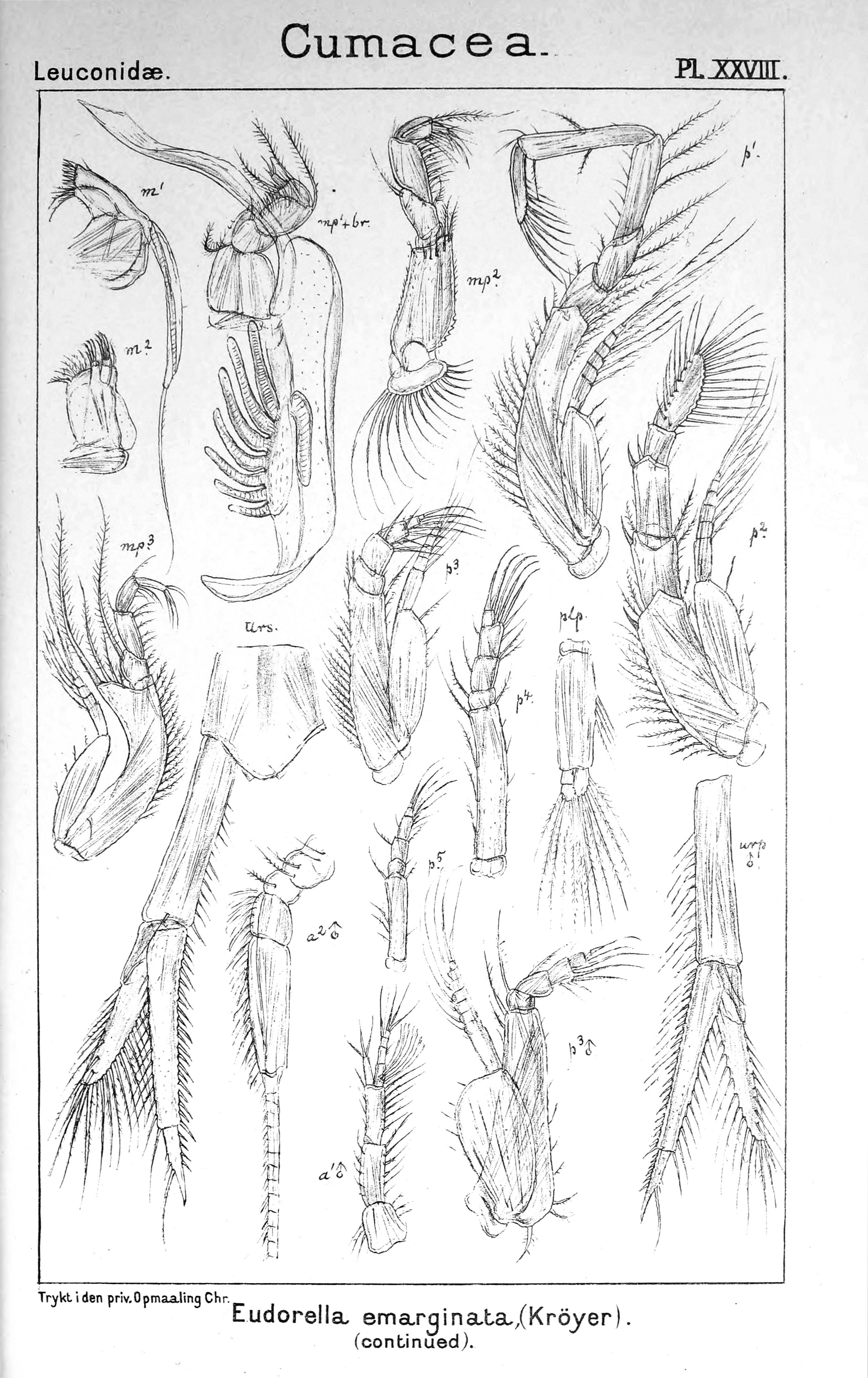